# رابطة منطقية
الرابطة المنطقية في علم المنطق هي مجموعة من كلمات أو رموز تسهم في الربط بين جملتين أو أكثر بأسلوب صحيح لغوياً ومنطقياً.
يستخدم الربط المنطقي في أسلوب الكتابة العادية وفي البرمجة.

## في المنطق
الرابطة عند المنطقيين هي الشيء الدال على النسبة. والشيء يشتمل اللفظ وغيره، فيشتمل التعريف الحركات الإعرابية والهيئة التركيبية حيث قيل إن الروابط في لغة العرب إما الحركات الإعرابية وما يجري مجراها من الحروف أو الهيئة التركيبية.
وأما ما هو المشهور من أن لفظ هو وكان من روابط العرب فغير صحيح، إذ لفظ هو عندهم ضمير من أقسام الاسم ولا دلالة لها على نسبة أصلا، وكذا لفظ كان إذ هو عندهم من الأفعال الناقصة، وعند المنطقيين من الكلمات الوجودية. وبالجملة فلفظ هو وكان ليسا من الروابط إذ الرابطة إنما تكون أداة، وهما ليسا بأداة.والمراد بالدلالة الدلالة صريحة سواء كانت وضعية أو مجازية لئلا تتناول الكلمات الحقيقية وهيآتها، ولتتناول لما هو استعارة في النسبة. والمراد بالنسبة الوقوع واللاوقوع المتفق عليه في القضية.
اعلم أنهم قالوا الرابطة أداة لدلالتها على النسبة وهي غير مستقلة، لكنها قد تكون في صورة الكلمة مثل كان وأمثاله، وتسمى رابطة زمانية. وقد تكون في صورة الاسم مثل هو في زيد هو قائم، وتسمى رابطة غير زمانية. واللغات مختلفة في استعمال الرابطة وجوبا وامتناعا وجوازا. والأقسام عند التفصيل تسعة لأن استعمال الرابطتين معا، أو الزمانية فقط، أو غير الزمانية فقط، في المواد الثلاث وعدم الشعور على بعض الأمثلة لا يضر بالفرض.
ولغة اليونان توجب ذكر الزمانية فقط.
ولغة العجم لا تستعمل القضية خالية عنهما إما بلفظ وإما بحركة نحو زيد دبير بكسر الراء أي كاتب. والعرب قد يحذف وقد يذكر، فغير الزمانية كلفظ هو في زيد هو حي، والزمانية ككان في زيد كان.
واعلم أن التعريف لا يصدق على الرابطة الزمانية ككان على القول المشهور، لعدم دلالتها على النسبة صراحة بل ضمنا، كأن القول المشهور مبني على أخذ الدلالة أعم من الصريحية والضمنية، والتزام كون الكلمات الحقيقية وهيآتها روابط بناء على أن الرابطة أداة مهملة لا كلية فتأمل.

## في الحوسبة

### الأنواع المستخدمة في محركات البحث الإلكترونية

#### رابطة (AND)
نستخدم هذا الرابط من أجل الربط بين كلمتين أو أكثر , فعندما ندخل عددا من كلمات البحث المخصص (خانة البحث) لذلك في محرك البحث , فإننا بذلك نطلب من محرك البحث أن يعثر لنا على جميع المواقع التي تتضمن تلك الكلمات التي أدخلناها مربوطة مع بعضها.

#### رابطة (OR)
هذه الرابطة هي ثاني الروابط المنطقية , وتسمى رابطة (أو).وبالإنجليزية برابطة (OR),. وننوه أن بعض محركات البحث العربية تستخدم عبارة «أي كلمات» لتدل على رابطة (أو), بينما كثير من محركات البحث العالمية تستخدم عبارة «any words» أو عبارة «good to have» لتدل على الرابطة نفسها .

#### رابطة (NOT)
وهذه ثالثة الروابط المنطقية، وتختلف مسميات هذه الرابطة خصوصا في بعض محركات البحث العربية، ويعبر عنها برابطة (ليس/ماعدا/لا/لاتتضمن/لاتحتوي على حلمات)، ويقابلها باللغة الإنجليزية رابطة (NOT) .ويغلب على محركات البحث العربية والعالمية استخدام الرمز (-) بدلا من (ليس/ماعدا/لا/NOT)، لتقوم بنفس العمل . وهذه الرابطة تستخدم في تضييق نطاق البحث، ولكن استخدامها ليس بكثرة الرابطتين التين تم ذكرهما. وتستخدم هذه الرابطة عندما نريد مواقع معينة تحوي كلمات بحث معينة شريطة ألا تتضمن كلمات محدودة في نفس الموقع.